# Ultrafán
Ultrafán je čirá fólie podobná silnějšímu celofánu, která se používá ve filmové technice jako podklad pro kreslení titulků a v kresleném filmu na zhotovení kreseb jednotlivých pohybových fází animace.
Ultrafán byl objeven v 10. letech 20. století a umožnil posunout animační techniky tak, že už nebylo třeba překreslovat celou scénu i s postavami. Ultrafán umožnil překreslovat pouze aktuálně se měnící část.
Technologií ultrafánu byly vytvořeny nejslavnější filmy 30. a 50. let 20. století a technika se užívala až do 90. let. Mezi produkty této techniky patřil králík Bugs, kačer Duffy, kuře Tweety, Petty Boop, Pepek námořník, Mickey Mouse, Pluto, Goofy, Sněhurka a sedm trpaslíků a další.